# Vladimir Sichov
Pour les articles homonymes, voir Sichov.
Vladimir Sichov ou Sytchev (en russe : Владимир Сычёв [vladimir sɨtʃɵf]) est un photographe franco-russe, né le 23 octobre 1945 à Kazan (URSS, puis république du Tatarstan, fédération de Russie).

## Biographie

### Photographe de la vie quotidienne en URSS
Vladimir Sichov se passionne dès l’adolescence pour la photographie, en commençant au lycée de Touapsé, ville au bord de la mer Noire à 80 km de Sotchi (Caucase russe), pour fixer ses camarades de classe, les musiciens de l’orchestre dans lequel il joue, et les scènes du marché et de la gare. Il continue pendant ses études d’ingénieur à l’Institut d’aéronautique de l’université de Kazan (1964-1969), où il découvre en 1965, à 19 ans, sa vraie vocation, la photographie. 
Il effectue ensuite son service militaire comme sous-lieutenant au cosmodrome de Baïkonour. Il prend des clichés de tout ce qu’il voit, y compris ce qu’il est interdit de photographier, avec son Zenit, un appareil de fabrication soviétique. Il travaille pour son plaisir, ne pouvant publier ses photos. La photographie de rue non officielle ne peut être publiée en URSS, alors qu’en Occident se tient en 1966 la première exposition sur le paysage social, au musée de la photographie de Manchester.
Vladimir Sichov s’installe à Moscou en 1972 et devient photographe professionnel pour des maisons d’édition. Il organise avec sa femme Aïda Hmeleva, dans leur appartement du centre de Moscou, de 1974 à 1979, tous les dix jours, des présentations d’œuvres de peintres russes « non officiels » interdits d’expositions. Il y reçoit de nombreux peintres, qui deviendront pour la plupart célèbres après la chute du régime communiste. Il fait ainsi des centaines de portraits de peintres comme Anatoly Zverev, Oscar Rabin, Ilia Kabakov, Vladimir Nemuskin, Vladimir Yakovlev, Leonid Purygin… Il devient leur ami et est désormais reconnu par eux comme un photographe d’artistes.

### Installation en France
Considéré comme dissident et surveillé par la police, Vladimir Sichov préfère quitter son pays. Il émigre avec sa femme et leurs enfants Anastasia et Nikita, ce dernier n’ayant que 6 ans, et se retrouve avec eux et une valise comme tout bagage à Vienne.
Avant son départ, le photographe a réussi à faire passer clandestinement en Occident 5 000 rouleaux de pellicule, soit 180 000 clichés. C’est le premier photographe soviétique à être arrivé à l’Ouest avec ses archives de la vie quotidienne. Deux photos sont publiées dans l’hebdomadaire Stern. Elles sont remarquées par Roger Thérond, dirigeant de Paris Match, qui fait rechercher partout le photographe, sans résultat. Vladimir passe quelques mois plus tard à Paris, en route pour les États-Unis. Il y rencontre Gökşin Sipahioğlu, qui le présente aussitôt à Michel Sola et Roger Thérond.
Paris Match publie, au début de 1980, 44 pages de photographies en deux cahiers sur la vie quotidienne en URSS. C’est un grand succès qui fait connaître Vladimir Sichov en Occident et l’amène à se fixer à Paris. En mai, Life publie 14 pages de photographies, Stern 50 pages et Oggi en présente dans 8 numéros, le tout étant sans doute un record international. Helmut Newton recommande Vladimir Sichov à Vogue Paris, qui lui propose un contrat de deux ans. La première publication, dans le numéro de septembre 1980, est de 40 pages de photographies. Vladimir Sichov commence à publier dans d’autres journaux, comme People aux États-Unis et L’Illustré en Suisse. La même année, l’artiste sort un livre sur les Russes, édité par Paris Match et préfacé par Roger Thérond, contenant 166 pages de photographies.

### Photoreporter chez Sipa Press
Vladimir Sichov est recruté par Gökşin Sipahioğlu à Sipa Press. Paris Match publie sa première photo « occidentale », un portrait de Mstislav Rostropovitch. Le photographe va faire chez Sipa Press une grande partie de sa carrière. L’agence l’envoie dans le monde partout où il se passe quelque chose. Il couvre ainsi une campagne électorale de Jacques Chirac, qui apprécie de pouvoir parler en russe avec son photographe. Apatride depuis son départ de l’URSS, il obtient en 1989 la nationalité française. Le 9 novembre 1989, il se trouve à Berlin et photographie les retrouvailles des Allemands de l’Est et de l’Ouest à la chute du mur. Il fait la photo de couverture du numéro spécial de Paris-Match, Numéro historique Berlin la liberté (no  2113, 23 novembre 1989).

### Les photographies personnelles
Vladimir Sichov continue à photographier pour lui et son plaisir personnel. Pour les photos de sa famille et de ses amis, celles de ses promenades et de ses voyages privés, il utilise essentiellement le noir et blanc, qui lui parait le mieux rendre l’instantané de l’évènement, dans son cadre, sa lumière et sa charge émotive.

## Le style de Vladimir Sichov
Vladimir Sichov a fait sa réputation par sa capacité à saisir les scènes de rue, les habitants dans leur vie quotidienne ou au milieu des grands évènements. Il les saisit au moment précis où il se passe quelque chose d’intime ou d’insolite qui émeut la sensibilité du photographe.
Son art de faire ressentir des émotions dans ses clichés le fait rechercher pour ses portraits pris sur le vif. Il photographie ainsi Karl Lagerfeld, Yves Montand, Marguerite Duras, Igor Andreev, Andrée Putman, Roman Polanski, Mikhaïl Barychnikov... Un de ses portraits d’Yves Saint-Laurent et Pierre Bergé est choisi pour décorer l’entrée monumentale du Grand Palais à Paris lors de la vente de leur collection en 2009. La même année, la Nouvelle Galerie Tretiakov de Moscou organise pour la première fois une exposition de photographies et la consacre à Vladimir Sichov.
Vladimir Sichov est le père de Nikita Sichov, avocat, et de Dounia Sichov, comédienne et chef-monteuse.

## Expositions

### En Russie
- Reportage Russie, années 1970 - France, 3e biennale d’art contemporain de Moscou, Galerie nationale Tretiakov.
- 2014 - Vladimir Sichov, Kazan, manège du kremlin, catalogue avec 134 photographies dont une de couverture, et un portrait de l’artiste par Helmut Newton.
- 2017 - Entrée de photographies dans les collections du Musée Russe de Saint-Pétersbourg[9].
- 2018 - De l’époque soviétique jusqu’aux grands couturiers, Musée de la Photographie Rosfoto.

### En France
- 2001 - FNAC, premières expositions dans plusieurs villes.
- 2009 - Les Hommes et les villes, galerie Ruskiy Mir, Paris.
- 2010 - Nostalgie soviétique, images d’une époque oubliée, galerie du Square, Paris.
- 2010 - Le Portrait d’artiste et le regard non-conformiste, galerie Ruskiy, Paris.
- 2012 - Sept artistes Russes à Paris : les Couleurs et les Lettres, Orangerie du Sénat, Paris.
- 2012 - Photographies de stars, à l’occasion du Festival du cinéma américain de Deauville, RGalerie, Trouville-sur-Mer.
- 2013 - L’Amour dans tous ses états, librairie-galerie Les Mots à la Bouche, Paris.
- 2014 - Keith Haring et le 25e anniversaire de la chute du Mur de Berlin, Galerie de Buci, Paris.
- 2015 - Les Grands Couturiers, galerie de Buci, Paris.
- 2016 - Est-Ouest, galerie de Buci, Paris.
- 2016 - Songes citadins - Hommage à Paris, La Palette russe, Alliance française, Paris.
- 2017 - Portraits à la croisée des siècles, galerie de Buci, Paris.

## Sources
- Les Russes, vus par Vladimir Sichov, texte d’Eugène Silianoff, photographies de Vladimir Sichov, préface de Roger Thérond, 195 p., Paris Match/Olivier Orban, Paris, 1980  (ISBN 2-85-018403-9) ; The Russians, Little, Brown Book Group, London, 1981 (en) Historique des accidents pour 0316789518 sur Aviation Safety Network.
- Paris Match, 7 mars 1980, « Les Russes, exclusif, un extraordinaire reportage par le premier photographe passé à l’Ouest » ; 14 mars 1980, "Les Russes/2, l’armée, la religion, les Juifs, les kolkhozes, les jeunes". Le numéro du 7 contient un récit du photographe : « Vladimir Sichov, l’homme aux 180 000 photos de Russie, raconte son histoire : J’étais un Moscovite ordinaire, passionné de photographie », p. 70-71 et 93.
- Taizé comme à une source..., Vladimir Sichov, texte de Roger Schütz, fondateur de la Communauté de Taizé, Éditions du Centurion, Paris, 1989  (ISBN 2-227-36041-0) ;
- Taizé Experience, G. Chapman Montbray, Londres ;
- The Taizé Experience, Liturgical Press, Princeton, 1990
- Donner du temps au temps, interview de Vladimir Sichov dans le cadre de l’exposition Donner du temps, Espace des Blancs-Manteaux, Paris, en ligne.
- 40 ans de photo-journalisme, génération Sipa, « Les premières images du quotidien en Union soviétique, mars 1980 », avec un texte de Vladimir Sichov, p. 70-71, et une photographie p. 233, 239 p., éditions de La Martinière, Paris, 2013  (ISBN 978-2-7324-5273-9) (BNF 42754976).
- Vladimir Sichov, le photographe de la vie quotidienne en URSS et l’ami-photographe des non-conformistes, 1960-1990, p. 140-151, avec des photographies des peintres, in Victor Scherrer, Peintres russes non conformistes, 206 p., éditions Terramare, 2017  (ISBN 978-2-918677-23-9).